# Konstnärsförbundets styrelse
Konstnärsförbundets styrelse är en oljemålning av Richard Bergh. Den målades 1903 och förvärvades samma år av Nationalmuseum i Stockholm. 
Konstnärsförbundet var en sammanslutning av svenska konstnärer som bildades 1886 i opposition mot Kungliga Konstakademien. Från 1896 och till upplösningen 1920 var Karl Nordström dess ordförande. Bergh tillhörde den innersta kretsen i förbundet och var dessutom nära vän till Nordström. Konstnärsförbundet anordnade såväl alternativa utbildningar som utställningar och lade grunden för modernismen som inspirerades av strömningarna i Europa istället för de akademiska idealen.  
Här har Bergh porträtterat förbundets styrelse 1903 som då bestod av (från vänster) Christian Eriksson, Eugène Jansson, Nils Kreuger, Nordström, Robert Thegerström och han själv. På bordet är Konstnärsförbundets emblem inmålat som Nils Kreuger formgett. I kompositionen anknyter han till 1600-talets nederländska grupporträtt, till exempel Rembrandts Klädesvävarskråets föreståndare i Amsterdam och Frans Hals Officerarna i Sankt Georgs skyttegille.

## Bildgalleri

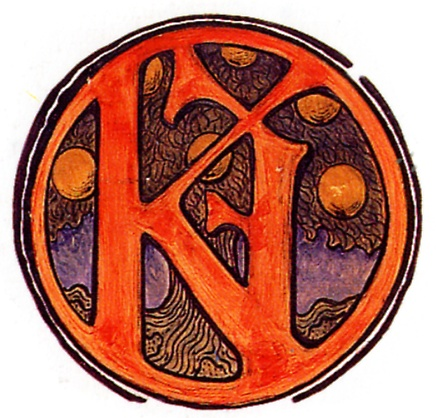
Konstnärsförbundets emblem formgavs av Nils Kreuger.
Rembrandts Klädesvävarskråets föreståndare i Amsterdam (1662), Rijksmuseum.